# 柏林墙的野兔
柏林墙的野兔（Rabbit à la Berlin，波兰语：Królik po berlińsku，德语：Mauerhase）是一部2009年的纪录片电影，导演为Bartek Konopka，本片曾被提名为2010奥斯卡最佳纪录片：短片。
本片由波兰和德国联合制作。
此記錄片亦曾於臺灣播映，在公共電視臺以〈圍牆邊的兔子〉為影片標題，並配上華語配音與德語原音以雙語方式放送。

## 内容
德国在二战战败后，物资紧缺，人们在城市里种植农作物，这也招来了大量野兔，他们和人类争夺食物，遭到大量驱赶，在城市间躲藏。
1961年，东德为了防止人民逃往西德，建立了柏林墙，长达155公里的柏林墙，成了野兔的保护伞，由于担心引起军事冲突，东德士兵不敢随意开枪，野兔们在其中自由的生活。然而好景不长，到了70年代，由于部分野兔向西德挖洞，激怒了当权者昂纳克，他下令大量屠杀野兔。
野兔们见证了柏林墙的建立与倒塌，最后，它们的后裔在西柏林繁华的街道艰难生存。